# Rhododendron heatherae
Rhododendron heatherae är en ljungväxtart som beskrevs av K.D. Rushforth. Rhododendron heatherae ingår i släktet rododendron, och familjen ljungväxter. Inga underarter finns listade i Catalogue of Life.